# Erick
Erick és una població dels Estats Units a l'estat d'Oklahoma. Segons el cens del 2000 tenia 1.023 habitants.

## Demografia
Segons el cens del 2000, Erick tenia 1.023 habitants, 429 habitatges, i 272 famílies. La densitat de població era de 403 habitants per km².
Dels 429 habitatges en un 28,2% hi vivien nens de menys de 18 anys, en un 50,3% hi vivien parelles casades, en un 10% dones solteres, i en un 36,4% no eren unitats familiars. En el 34% dels habitatges hi vivien persones soles el 19,3% de les quals corresponia a persones de 65 anys o més que vivien soles. El nombre mitjà de persones vivint en cada habitatge era de 2,34 i el nombre mitjà de persones que vivien en cada família era de 3,01.
Per edats la població es repartia de la següent manera: un 26,3% tenia menys de 18 anys, un 6,5% entre 18 i 24, un 22,3% entre 25 i 44, un 22,7% de 45 a 60 i un 22,2% 65 anys o més.
L'edat mediana era de 41 anys. Per cada 100 dones de 18 o més anys hi havia 82,1 homes.
La renda mediana per habitatge era de 21.346 $ i la renda mediana per família de 28.977 $. Els homes tenien una renda mediana de 23.482 $ mentre que les dones 16.375 $. La renda per capita de la població era de 13.855 $. Entorn del 22,5% de les famílies i el 25,7% de la població estaven per davall del llindar de pobresa.

## Poblacions més properes
El següent diagrama mostra les poblacions més properes.